# Marc Sabathier Levêque
Pour les articles homonymes, voir Levêque.
Marc Sabathier Levêque est un poète, peintre et organiste français, né le 27 janvier 1928 à Castres (Tarn) et mort à Berne (Suisse) le 13 février 1965 . Il est ancien élève de l'Institut des hautes études cinématographiques (IDHEC).

## Biographie
Fils d'une sage-femme et d'un père turc, gérant de bar dans la montagne Noire (Tarn), Marc Sabathier Levêque fut élève au lycée de Castres, avant de devenir organiste de la ville, diplômé de l'IDHEC et grand reporter à Paris Match.
Il est l'auteur d'une unique œuvre poétique, Oratorio pour la nuit de Noël, immense poème de 351 pages, qu'il mit dix ans à écrire. Commencé à l'âge de quatorze ans, réécrit alors qu'il en avait vingt-deux, l'ouvrage fut achevé en 1952 et publié trois ans plus tard, aux Éditions de Minuit, grâce à André Malraux, tiré à mille exemplaires (dont 500 furent mangés par les rats dans un dépôt en Normandie) et illustré de seize portraits de l'auteur par Pablo Picasso, qui fut l'initiateur de la souscription et dit à ce poète : « Tu es celui qui a fait sortir la littérature française de son style Louis-Philippard ». Malraux, qui considérait ce texte comme « l'un des ouvrages majeurs du XXe siècle », écrivit à son jeune auteur : « On vous découvrira dans trente ans. »
Marc Sabathier Levêque est mort en février 1965 à la clinique cantonale de Berne

## L'œuvre
Oratorio pour la nuit de Noël est un chant de l'adolescence, l'apocalypse d'un enfant de l'Assistance publique qui découvre le monde et se découvre lui-même, au-delà d'une improbable famille. Le texte, dont le titre fait référence à l'œuvre de Jean-Sébastien Bach, est construit selon la structure musicale d'un oratorio, à partir de thèmes qui sont repris et développés selon le principe de la fugue, en un style qui fait tourbillonner les mots, éclater le langage, en mêlant calligrammes, recherches typographiques, le tout formant une « étrange musique » (les premiers et derniers mots de l'œuvre).

## Prix de poésie
Un prix de poésie Marc Sabathier Levêque a été créé le 9 juillet 2013 au cours du 6e Festival international de Poésie Actuelle de Cordes-sur-Ciel dans le Tarn, festival coorganisé par la Médiathèque du Pays Cordais et par la « Maison des surréalistes », soutenu par la Communauté de Communes du Cordais et du Causse, la Bibliothèque départementale du Tarn et le Conseil Général du Tarn. Ce prix est bicéphale : il est alloué à l'auteur d'un recueil de poésie paru dans l'année (ce poète reçoit alors une œuvre d'art), et également à un interprète pour une performance vocale réalisée en public (ce poète reçoit une aide financière). Pour la première remise du prix, le recueil primé fut celui du poète Serge Torri, Le Bruissement du Sel paru aux éditions Rafael de Surtis ; la performance primée fut celle du poète Bruno Geneste, pour sa présentation sonore des textes du poète breton Xavier Grall, et pour l'ensemble de son œuvre de poète-diseur. La seconde remise de ce prix bicéphale a eu lieu le samedi 11 juillet 2015, dans le cadre du 7e Festival international de Poésie Actuelle de Cordes-sur-Ciel. Le recueil primé a été celui de Bruno Geneste, Baltique oiseau de froid, paru aux éditions Rafael de Surtis  ; Bruno Geneste a donc été primé dans les deux catégories du prix. La performance primée fut celle du poète belge Dominique Massaut. En 2018, le prix pour l'œuvre a été attribué au recueil Continuum Amoureux du poète Vincent Calvet, et le prix de la performance poétique au Boyenval Trio (qui réunit quatre artistes : Maia, Rémi, Cyril et Jonathan). En 2022, dans le cadre du Huitième Centenaire de la fondation de la Cité de Cordes (1222) et du 20e anniversaire de la Maison des surréalistes, un Grand Prix exceptionnel a été attribué à Françoise Segonds, plasticienne, et à Paul Sanda, poète, pour l'ouvrage lino-gravé Feux de Braise, ouvrage dédié à des peintres surréalistes liés au village, comme Hans Bellmer, Max Ernst, Francis Meunier, Maurice Baskine. Cet ouvrage est aujourd'hui visible dans plusieurs lieux prestigieux, dont la Maison André Breton à Saint-Cirq-Lapopie (Lot).

## Éditions
- Oratorio pour la nuit de Noël, Paris, Éditions de Minuit, 1955 ; réédition, Paris, Est - Samuel Tastet éditeur, 1987  (ISBN 2868180132)